# Société nationale de tabac et allumettes du Mali
La Société nationale de tabac et allumettes du Mali (Sonatam), est une entreprise malienne crée en 1965 en grâce à la coopération sino-malienne.
La Sonatam a été privatisée en 2002. Depuis cette privatisation, la société connaît d’importantes difficultés. En 1990, elle réalisait un bénéfice de plus d’un milliard de francs CFA avec un chiffre d’affaires de plus de 15 milliards et elle employait 8 000 travailleurs, seulement  150 travailleurs en 2009.

## Histoire
La Société nationale des tabacs et allumettes du Mali (SONATAM) a été fondée en 1965 dans le cadre de la coopération sino-malienne. À ses débuts, la SONATAM possédé totalement par l'Etat malien, produisait les cigarettes de la marque Djoliba, ainsi que des allumettes d'une marque appelé Éclaires. Des produits qui ont rapidement intégré les habitudes de consommation des maliens et sont devenus emblématiques durant plusieurs décennies.
A partir de 1995, la SONATAM ouvre progressivement son capital. En effet l'Etat malien adopte la loi n°95-068 du 16 août 1995 qui aboutira en décembre 1999 à un mémorandum d’entente avec la société LAAICOle qui LAAICO acquiert 35 % du capital de la SONATAM. En mars 2001, la société CORALMA filiale du groupe Imperial Tobacco (désormais Imperial Brands) rachète 17,5 % des parts détenues par LAAICO.
En juin 2002, la SONATAM connait une nouvelle étape dans le processus de privatisation avec la promulgation de la loi n°02-045 du 24 juin 2002,qui va réduire la part de l’État à 35 %. La signature de l’accord de privatisation intervient en septembre 2002. Deux mois plus tard, en novembre 2002, le Club des investisseurs maliens entre à son tour au capital, en représentant notamment les parts des salariés. Cette même année, le capital social est considérablement augmenté, passant de 1 747 680 000 F CFA à 12 538 680 000 F CFA
En 2009, la répartition du capital s'établit comme suit: 35% pour l’État malien, 14% pour des investisseurs privés maliens, 25% pour LAAICO et 25,5% pour CORALMA International. La SONATAM, est désormais société d’économie mixte opérant sous gouvernance partagée entre l’État, des investisseurs nationaux et des partenaires étrangers.
En 2025, État malien possède 38,5% de la SONATAM, LAAICO possède 28,02%, CORALMA International possède 28,02% et le Club des investisseurs privés maliens enfin possède 5,46% .